# Tyrol
Tyrol (łac. i niem. Tirol, wł. Tirolo) – region historyczny w północnych Włoszech i w zachodniej Austrii, graniczący z Niemcami i Szwajcarią. Rozciąga się w Alpach Wschodnich, w dolinie górnego Innu, górnej Adygi i górnej Drawy. Główny region turystyczny Austrii. Liczne uzdrowiska, ośrodki wypoczynkowe i sportów zimowych. Rozwinięte energetyka wodna i przemysł drzewny.
Nazwa regionu pochodzi od średniowiecznego zamku Tirol, położonego w pobliżu Meranu w Południowym Tyrolu.

## Podział na regiony
Historyczny Tyrol dzieli się na:

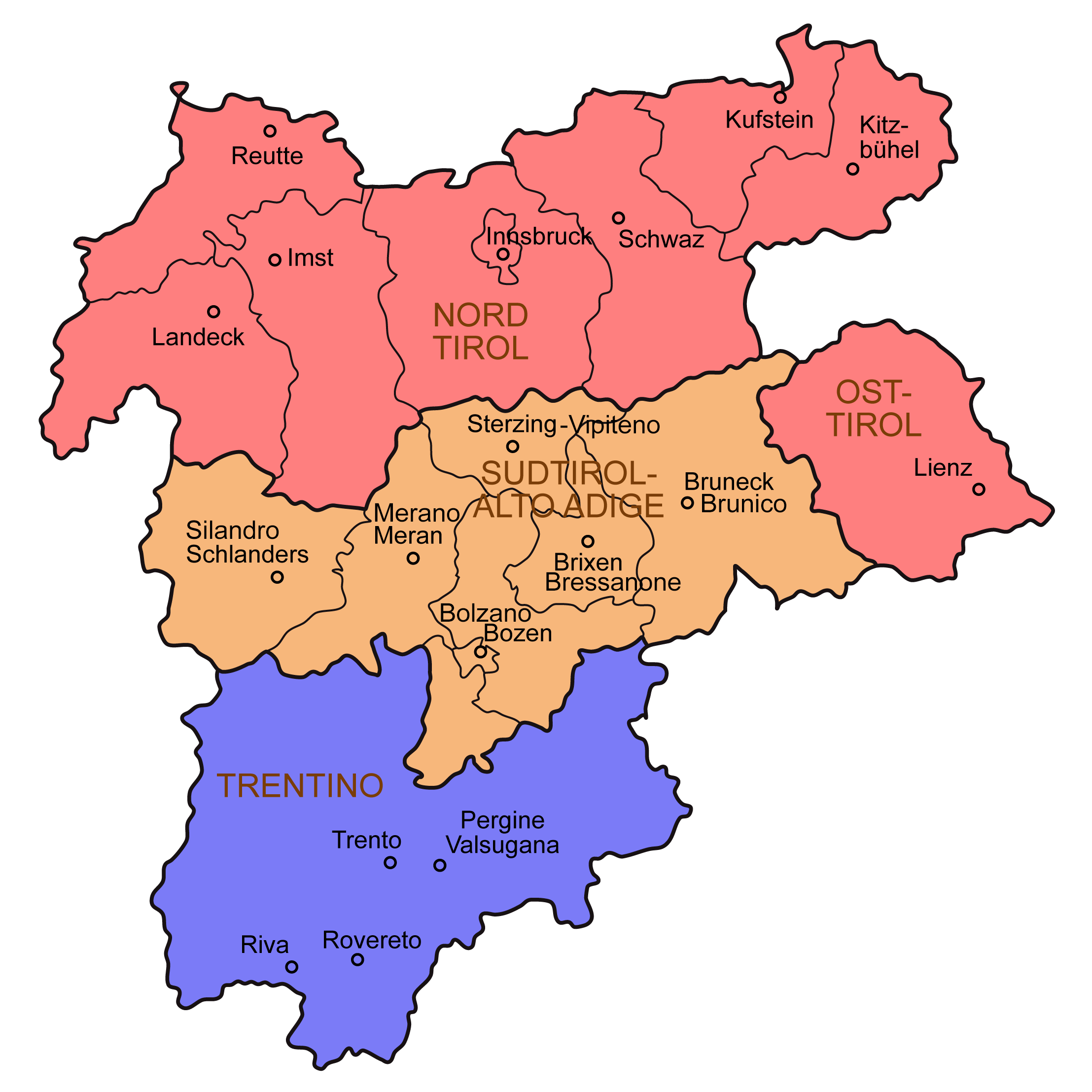
Podział Tyrolu

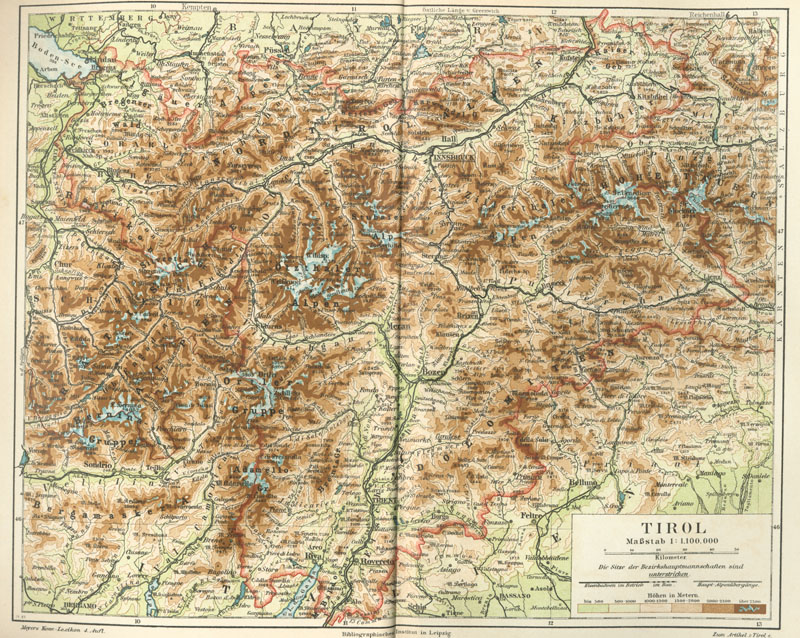
Mapa Tyrolu (1888)

- Tyrol Północny – na północ od głównego grzbietu Alp;
- Tyrol Wschodni – w dolinie górnej Drawy;
- Tyrol Południowy – na południe od głównego grzbietu Alp;
- Trydent (niem. Welschtirol, wł. Trentino) – w dolinie Adygi.

Dwie pierwsze części znajdują się obecnie w granicach Austrii, jako jej kraj związkowy Tyrol. Dwie ostatnie stanowią natomiast część Włoch, jako region autonomiczny Trydent-Górna Adyga.
Główne miasta i ośrodki kulturalne Tyrolu to: Innsbruck i Kufstein w Północnym Tyrolu, Bolzano/Bozen, Merano/Meran i Bressanone/Brixen w Południowym Tyrolu, Lienz we Wschodnim Tyrolu oraz Trydent w regionie trydenckim.

## Historia
W latach 16–15 p.n.e. tereny późniejszego Tyrolu zajęli Rzymianie, dzieląc je między prowincje Recja i Noricum na północy oraz Italię na południu. W VI wieku powstało longobardzkie Księstwo Trydentu, które objęło m.in. południowy fragment Tyrolu z rejonem miast Merano i Bolzano, a północna część weszła w skład Księstwa Bawarii.
Od średniowiecza obszar poddany został germanizacji, głównie przez Bawarów. W 1027 roku cesarz Świętego Cesarstwa Rzymskiego Konrad II udzielił biskupom Trydentu i Bressanone przywileju sprawowania w swych diecezjach także władzy świeckiej. Z czasem zaczęły rosnąć wpływy Hrabstwa Tyrolu, powstałego ok. 1100 r. – z ośrodkiem w zamku Tirol pod Merano. Hrabstwo wzmacniało się okrawając władzę świecką biskupów, a wzmocnione tymi zwycięstwami uzyskało w 1180 r. niezależność od Księstwa Bawarii.
W połowie XIII wieku przeszło w ręce hrabiów Gorycji w związku z wygaśnięciem miejscowej dynastii, a od 1363 r. było w posiadaniu Habsburgów. Państwa biskupie zsekularyzowano w 1803 roku. Od 1805 r. w składzie Królestwo Bawarii, w 1810 r. część terytorium Tyrolu oddano Królestwu Włoch jako departament Górna Adyga, a część włączono do Prowincji Iliryjskich.
W 1814 r. ponownie włączony do Austrii jako kraj koronny ze stolicą w Innsbrucku. Po wybuchu I wojny światowej Włochy zaczęły sondować możliwość koncesji terytorialnych ze strony Austro-Węgier, zarówno z Austro-Węgrami, jak i państwami Ententy. 10 maja 1915 roku wyrazili jedynie gotowość przekazania Trydentu, zmianę granicy na Soczy oraz powołanie włoskiego uniwersytetu w Trieście, jednak już 26 kwietnia 1915 roku Włochy zawarły układ z Ententą gwarantujący im większe zdobycze terytorialne niż terytoria, które gotowi byli oddać Austriacy. Na mocy układu pokojowego z St. Germain (1919) Południowy Tyrol i region trydencki przyłączono do Włoch.
Dojście Mussoliniego do władzy w 1924 r. spowodowało przymusową italianizację Południowego Tyrolu (zakaz używania języka niemieckiego, przymusowe przesiedlenia i inne szykany stosowane w odniesieniu do rdzennej ludności). Polityka narodowościowa kontynuowana początkowo przez władze włoskie po II wojnie światowej spowodowała czynny opór miejscowej ludności i związane z tym represje władz. Sytuacja w Południowym Tyrolu przez wiele lat stanowiła przedmiot sporu włosko-austriackiego.
W latach 1946 i 1969 podpisano porozumienia regulujące uprawnienia kulturalne ludności niemieckojęzycznej. W ich wyniku parlament włoski zatwierdził „Statut Autonomiczny Prowincji Bozen” zwany też „Pakietem”, w którym zagwarantowano zrównanie praw języka włoskiego i niemieckiego, dwujęzyczność napisów w miejscach publicznych, nauczanie w języku niemieckim w szkołach, możliwość tworzenia niemieckojęzycznych instytucji kulturalnych.

## Geografia

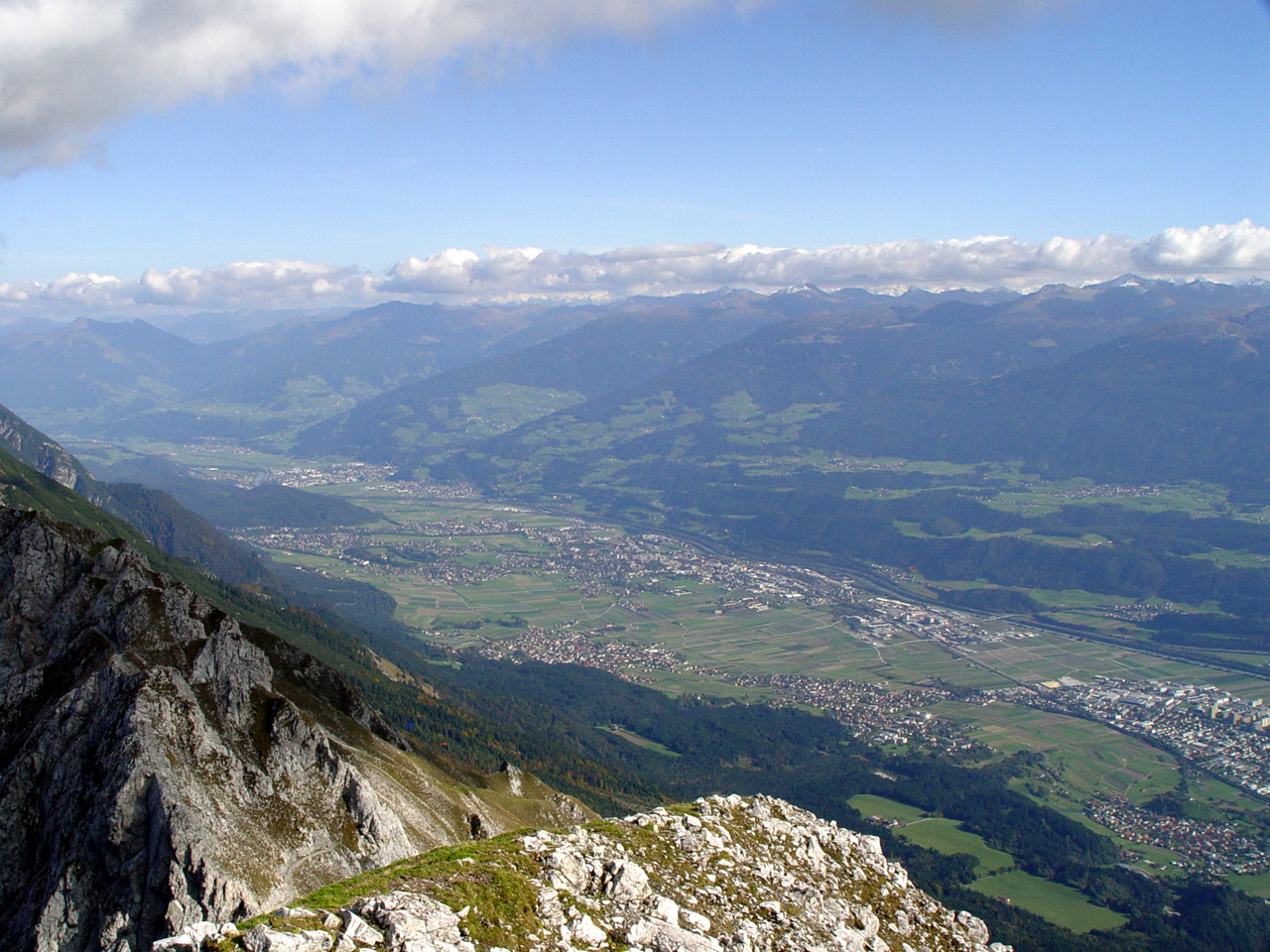
Krajobraz Tyrolu

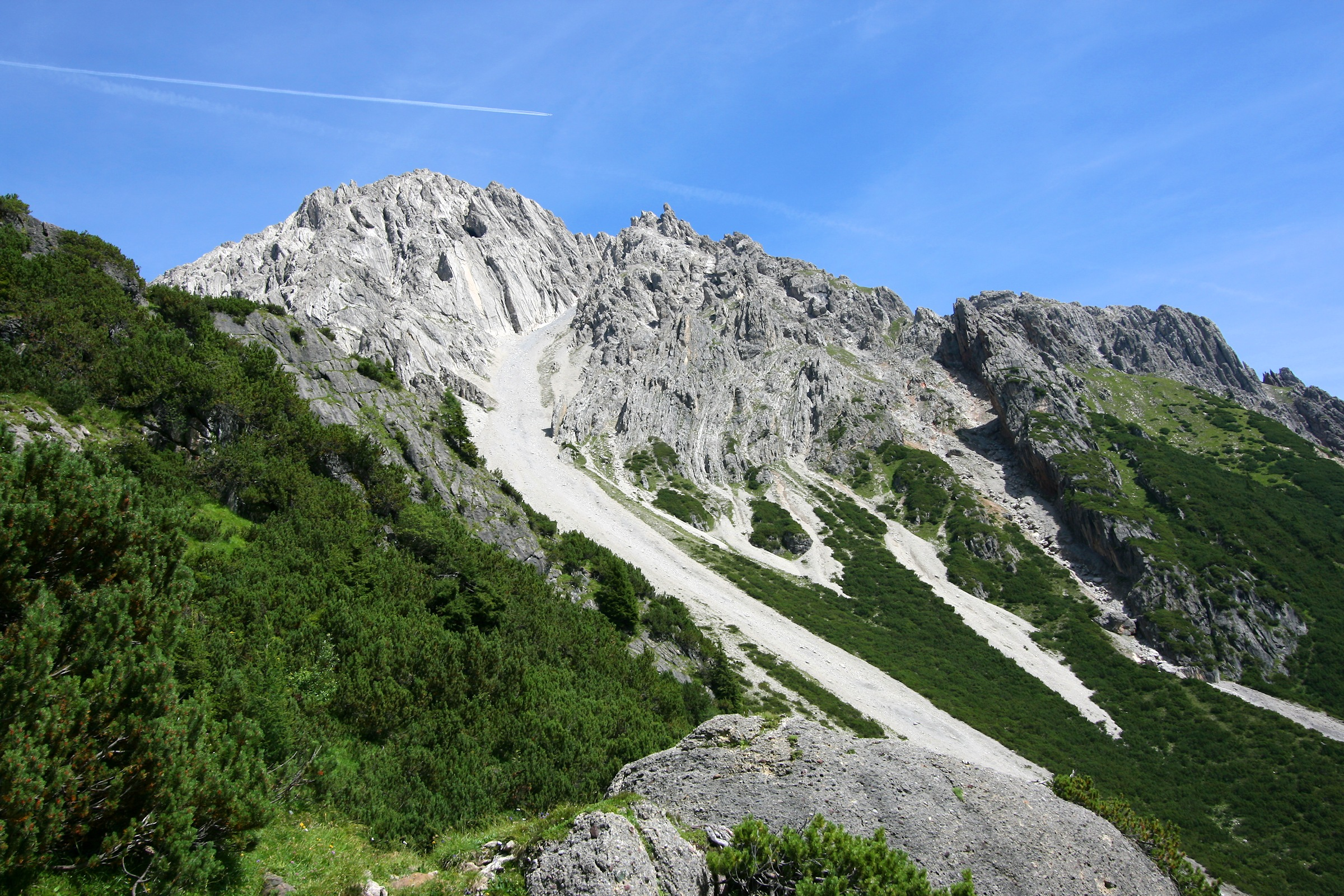
Alpy Lechtalskie w Tyrolu

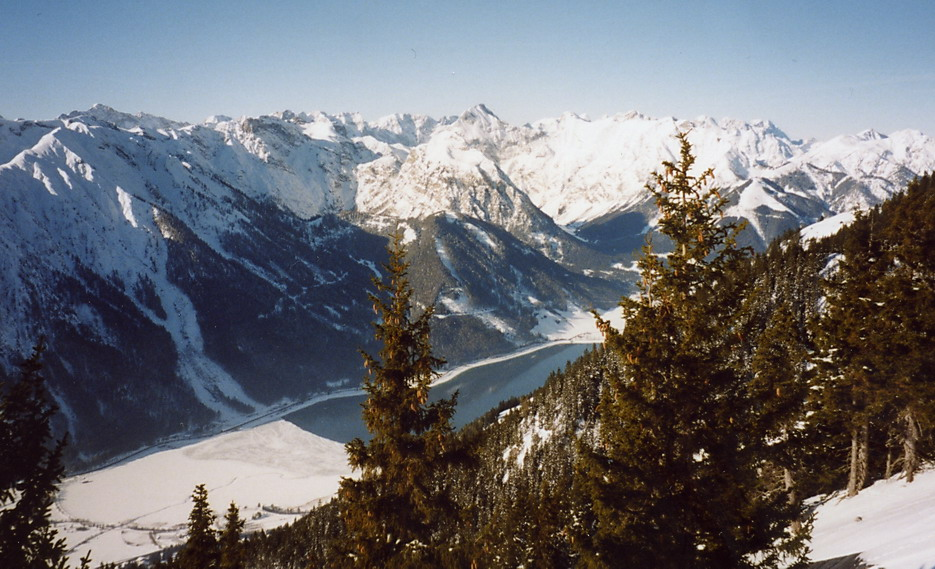
Jezioro Achen w Tyrolu

Tyrol jest krainą wybitnie górzystą, obejmującą kilka łańcuchów w obrębie Alp: Wysokie Taury, Alpy Zillertalskie, Tuxer Hauptkamm, Stubaier Alpen (Stubaier Alpen), Alpy Ötztalskie, Alpy Retyckie, Ferwall, Alpy Lechtalskie, Karwendel, Alpy Kitzbühelskie, Alpy Bawarskie, Alpy Algawskie. Wilder Kaiser, Rieserferner, Dolomity. Łańcuchy górskie rozcięte są głęboko wrzynającymi się dolinami. Najwyższy szczyt Tyrolu to Ortler (Ortles) (3905 m n.p.m.) w Alpach Retyckich.
Pod względem geologicznym środkową część Tyrolu budują krystaliczne Alpy Centralne, zbudowane z gnejsów, łupków krystalicznych i nielicznych granitoidów, fragmentarycznie pokrytych autochtonicznymi skałami osadowymi (gł. wapienie). Na północ od nich znajdują się osadowe Południowe Alpy Wapienne, zbudowane ze skał węglanowych, głównie wapieni triasowych. Alpy Wapienne mają budowę płaszczowinową, z licznymi nasunięciami o charakterze regionalnym. Płaszczowiny te wchodzą w skład tzw. jednostek austryjskich, zbudowanych ze skał triasu, jury i kredy, sfałdowanych w późnej kredzie.
Wyraźną granicę między Alpami Centralnymi i Alpami Wapiennymi tworzy potężny, regionalny, równoleżnikowo położony uskok Salzach-Aniza. Masy skalne znajdujące się po południowej stronie uskoku wydźwignięte zostały kilka kilometrów w górę, a następnie poddane intensywnej erozji. Spowodowało to odsłonięcie pierwotnie głęboko położonych starych skał metamorficznych (głównie gnejsy i łupki krystaliczne), z których zbudowane są poszczególne grupy górskie wchodzące w skład Alp Centralnych.
Południowe obrzeżenie Tyrolu zbudowane jest ze skał dolomitowych, tworzących Dolomity, na które składają się odmienne krajobrazowo od innych części Alp olbrzymie gniazda skalne ze strzelistymi skalnymi iglicami i kilkusetmetrowymi pionowymi ścianami. Krajobraz Tyrolu jest typowy dla wysokogórskiej formacji alpejskiej z dużymi różnicami poziomów, wysokimi, ostro zarysowanymi szczytami, i głęboko wciętymi dolinami. W najwyższych partiach gór lodowce (największe w Alpach Ötztalskich) oraz wysokie, częściowo pokryte lodem ściany skalne.
Obecna, wysokogórska rzeźba gór Tyrolu ukształtowana została ostatecznie przez intensywną działalność lodowców, która trwa do dziś. W rezultacie ich aktywności wytworzyły się doliny U-kształtne, progi dolinowe, oraz liczne moreny boczne, denne i czołowe, które spotkać można w wielu dolinach alpejskich.
Tyrol posiada znaczne zasoby wodne. Wykorzystywane są one w celach hydroenergetycznych. Liczne zapory wodne. Jest najważniejszym regionem Austrii.

## Ludność
Tyrol zamieszkuje około półtora miliona stałych mieszkańców. Pod względem narodowościowym ludność Tyrolu jest mieszana. Północny i Wschodni Tyrol zamieszkują wyłącznie Tyrolczycy, mówiący tyrolskim dialektem języka niemieckiego. Południowy skraj Tyrolu – region trydencki zamieszkują w zdecydowanej większości Włosi (nieco ponad 90% ludności), z wyjątkiem kilku niemieckojęzycznych i ladyńskich enklaw.
Sytuacja narodowościowa jest najbardziej skomplikowana w Południowym Tyrolu. Tutaj największą grupą narodowościową są Tyrolczycy, jednak z północy na południe wzrasta odsetek Włochów. Mieszka tu wreszcie niewielka (ok. 30 tys. osób) grupa Ladynów, posługujących się językiem ladyńskim należącym do grupy języków retoromańskich.
Ludność w zdecydowanej większości jest wyznania rzymskokatolickiego. Pod względem kościelnym Tyrol podzielony jest na diecezje: Innsbruck i Bozen-Brixen. Odrębna diecezja dla prowincji Trentino ma siedzibę w Trydencie.

## Gospodarka
Tereny Tyrolu są znakomite do uprawiania turystyki górskiej i alpinizmu oraz sportów zimowych. W konsekwencji najważniejszą gałęzią gospodarki jest obsługa turystyki, zarówno letniej jak i zimowej. W każdej alpejskiej dolinie, niemal w każdej wiosce znajdują się hotele, pensjonaty i kwatery prywatne oferujące wysoki standard usług.
Wędrówki po górach ułatwiają liczne wysokogórskie schroniska. Zimą czynnych jest kilkadziesiąt ośrodków narciarskich, z których najbardziej znane są: Zillertal, Stubaital, Sölden, Kitzbühel, Brixental, St.Anton-Arlberg, Schnaalstal, Innersulden, Kronplatz, Alta Badia, Val Ghërdina/Val Gardena/Grödnertal. Największe z nich oferuja kilkaset kilometrów specjalnie przygotowanych tras zjazdowych o różnych stopniach trudności; obsługiwane są one przez kilkadziesiąt kolejek i wyciągów narciarskich.
Ważną dziedziną gospodarki jest energetyka oparta na znakomitych warunkach hydroenergetycznych.
Górnictwo na terenie Tyrolu, niegdyś bardzo rozwinięte, posiada obecnie charakter jedynie historyczny. Kopalnie srebra (Schwaz), miedzi (Kasern) oraz soli (Hall in Tirol) są od dawna zamknięte. W niektórych z nich urządzono muzea górnicze.
Kamieniołomy marmuru w okolicach Laas (Płd. Tyrol) dostarczają znakomitego materiału służącego do celów dekoracyjnych. Ze względu na minimalną ilość skaz, pęknięć i przeławicowień marmur z Laas stanowi świetny materiał rzeźbiarski.
W Innsbrucku, największym mieście Tyrolu, rozwinął się przemysł włókienniczy i spożywczy. Na południowych przedmieściach Bozen znajdują się duże zakłady hutnicze Accai Bolzano, w których ze względów ekologicznych zastosowano piece elektryczne. Ponadto przemysł drzewny (liczne tartaki i zakłady przeróbki drewna), piwowarski (Meran) oraz spożywczy.
Ze względu na niekorzystne warunki naturalne rolnictwo jest w Tyrolu słabo rozwinięte. W nisko położonych dolinach uprawia się pszenicę i ziemniaki. Ważną rolę odgrywa ogrodnictwo i sadownictwo, zwłaszcza uprawa jabłoni w dolinie Winschgau. W Południowym Tyrolu, na nasłonecznionych stokach uprawa winorośli. Wysokiej jakości wina tyrolskie produkowane są w okolicach miasteczka Kaltern, a także w rejonie Meranu.

## Oświata i kultura

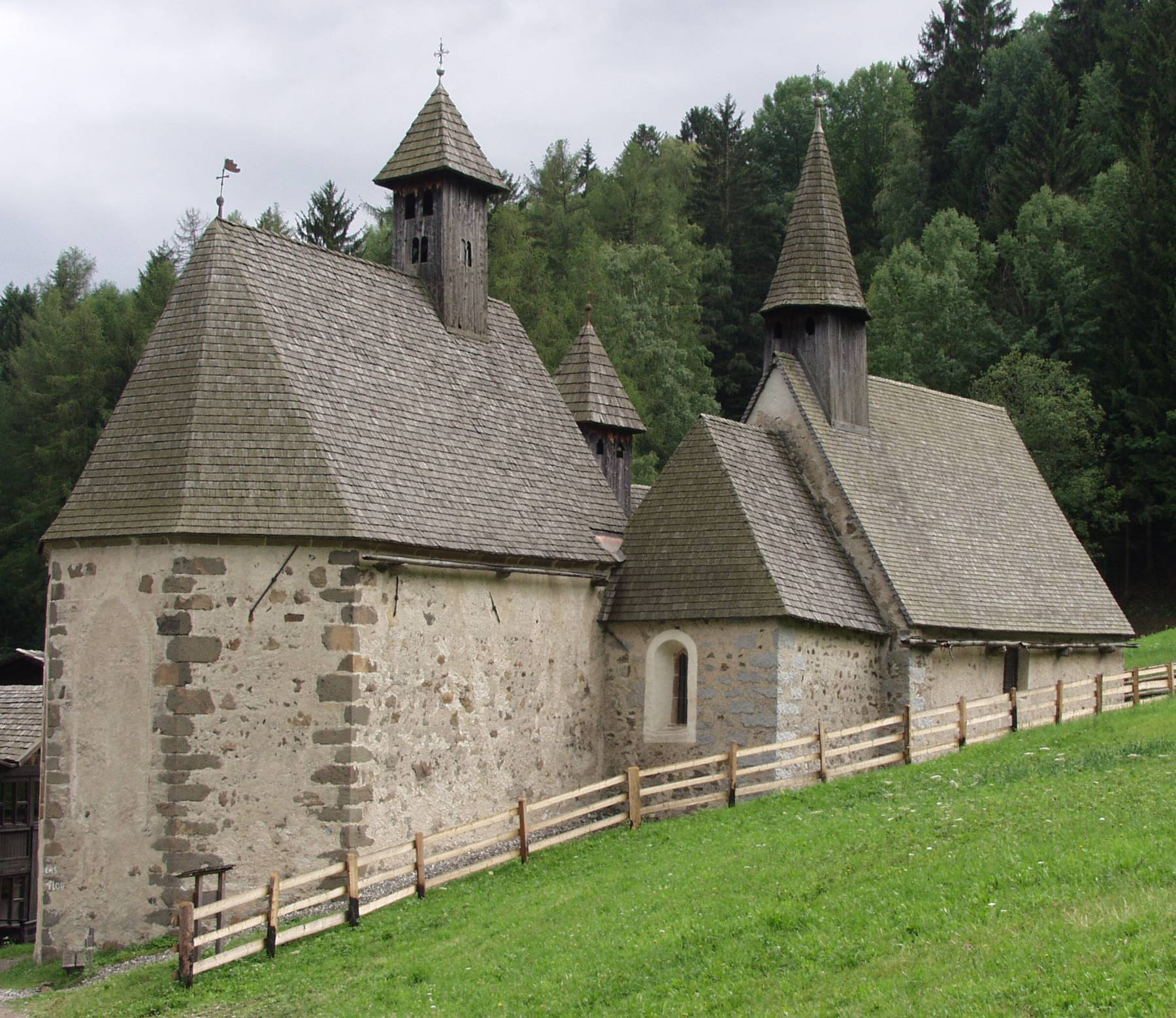
Kościół w Południowym Tyrolu

W Innsbrucku i Bozen mają swoją siedzibę liczne instytucje kulturalne oraz dwa uniwersytety: Uniwersytet w Innsbrucku (Universität Innsbruck) z niemieckim językiem wykładowym oraz Wolny Uniwersytet w Bozen (Freie Universität Bozen) z językami wykładowymi niemieckim i włoskim. Głównym ośrodkiem badań nad językiem ladyńskim oraz kulturą Ladynów jest Institut Ladin Micurá de Rü w miejscowości San Martin (Alta Badia).
Tyrol charakteryzuje się wysokim poziomem kultury muzycznej. W Innsbrucku działa orkiestra symfoniczna. Ponadto niemal każda gmina posiada co najmniej kilkunastoosobową orkiestrę amatorską. Niektóre z nich reprezentują całkiem przyzwoity poziom muzyczny i wykonują często zarówno tyrolską muzykę ludową jak i popularne utwory muzyki poważnej.
Tyrol, mimo podobieństw do Bawarii oraz pozostałych części Austrii, charakteryzuje się pewną odrębnością kulturową. Charakterystyczne tyrolskie ubiory noszone są przez niektórych jego mieszkańców nawet na co dzień. Tradycyjna tyrolska muzyka ludowa z charakterystycznym jodłowaniem jest tu nadal bardzo żywa.